# Gabonia
Gabonia (лат.) — род жуков-листоедов (Chrysomelidae) из трибы земляные блошки (Alticini, Galerucinae). Около 150 видов в Африке и на Аравийском полуострове. Мелкие жуки (около 5 мм) желтовато-коричневого цвета с вытянутым телом. Обладают прыгательными задними ногами с утолщёнными бёдрами. Усики 11-члениковые (3-й сегмент короче первого). 4-й членик усиков длиннее третьего. Метастернум в 1,5 раза длиннее пространства средних тазиков. Крылья развиты. Питаются растениями, полифаги, ассоциированные с несколькими семействами.
- Gabonia unicostata Jacoby, 1893typus
- Другие виды